# 7488 Robertpaul
7488 Robertpaul (1995 KB1) là một tiểu hành tinh vành trong của vành đai chính được phát hiện ngày 27 tháng 5 năm 1995 bởi C. W. Hergenrother ở Catalina Station.